# Jean III. de Melun

Wappen Jeans III. de Melun

Jean III. de Melun (dt. Johann III. von Melun, * 1318; † 1382) war Vizegraf von Melun, Graf von Tancarville und ein französischer Militär zur Zeit des Hundertjährigen Kriegs. Als Sohn von Jean II., Vizegraf von Melun, entstammte er dem Adelsgeschlecht Melun; seine Mutter war Gräfin Jeanne de Tancarville.
Er nahm am Kreuzzug des Deutschen Ordens gegen die Prußen teil, kämpfte gegen die Mauren in Spanien, die Engländer im Angoumois und in der Normandie. König Johann II. ernannte ihn zum Großmeister von Frankreich und 1347 zum Großkammerherr von Frankreich. 1351 erbte er von seiner Mutter die Grafschaft Tancarville.
In der Schlacht von Maupertuis (1356) geriet er in Gefangenschaft und erhielt die Freiheit 1358 wieder. 1360 hatte er großen Anteil am Zustandekommen des Vertrags von Brétigny. 1360 bis 1362 war er Maître des eaux et forêts. 1361 wurde er Generalleutnant des Königs für Auvergne, Berry, Burgund, Lyonnais, Forez, Champagne und Brie. 1362, nach der Niederlage von Brignais, wurde er mit dem Kampf gegen die Grandes Compagnies beauftragt. 
Auch König Karl V. schenkte ihm sein Vertrauen; er wurde Gouverneur von Champagne, Burgund und Languedoc. Jean III. vermittelte die 1369 geschlossene Ehe zwischen Philipp dem Kühnen, dem späteren Herzog von Burgund, und Margarete von Dampierre, der Erbin der Grafschaft Flandern.
Es war verheiratet, wobei über seine Ehefrau nichts bekannt ist. Sein Sohn war Guillaume IV., Vizegraf von Melun und Graf von Tancarville, der 1415 in der Schlacht von Azincourt fiel.